# Камнев, Константин Николаевич
Константи́н Никола́евич Ка́мнев (20 июня 1972, Одесса, Украинская ССР, СССР) — советский и российский футболист, полузащитник, нападающий; тренер

## Карьера
Воспитанник СДЮСШОР «Черноморец» Одесса. В 1989 году провёл за главную команду один матч в Кубке СССР, в 1990 играл в дубле «Черноморца», в 1991 — в одесском СКА.
С 1992 года играл в российских клубах «Терек» (1992), «Асмарал» Москва (1993—1995), Торпедо-Лужники (1996).
В первой половине 1997 года был в составе «Локомотива» Москва, но за основную команду провёл только по одному матчу в чемпионате и Кубке России. Во второй половине сезона вернулся в «Черноморец», следующие два года отыграл за новороссийских одноклубников.
Затем играл за «Торпедо-ЗИЛ» (2000—2001, 2002), «Металлург» Красноярск (2001), «Терек» (2002—2003), «Уралан» (2004), «Локомотив» (Калуга) (2005).
После окончания футбольной карьеры работает тренером: 2006—2008 — тренер-преподаватель СДЮШОР «Москва» имени Валерия Воронина, с марта 2008 — тренер ЦСО «Локомотив».